# Halleluja! Ditt lov vi sjunger
Halleluja! Ditt lov vi sjunger är en lovsång från Sydafrika, texten är översattes till svenska 1983 av Jonas Jonson och Anders Nyberg, musiken bearbetades 1983 av Anders Nyberg. Koralsatsen i Verbums psalmbokstilläggs koralbok är skriven av Anders Nyberg.

## Publicerad i
- Psalmer i 90-talet som nummer 807 under rubriken "Lovsång och tillbedjan".
- Psalmer och sånger 1987 som nummer 463 under rubriken "Kyrkan och nådemedlen - Vittnesbörd - tjänst - mission".[1]
- Verbums psalmbokstillägg 2003 som nummer 705 under rubriken "Lovsång och tillbedjan".[2]
- I Sång i Guds värld Tillägg till Svensk psalmbok för den evangelisk-lutherska kyrkan i Finland 2015 som nummer 877 under rubriken "Gudstjänstlivet".
- Hela familjens psalmbok 2013 som nummer 193 under rubriken "Vi tackar dig".[3]